# Hippobosca equina
Hippobosca equina is een parasitaire vlieg uit de familie van de luisvliegen die ook in Nederland voorkomt.

## Beschrijving
Met een lengte van 6 tot 8 millimeter blijft de soort klein. Hij is te herkennen aan een breed lichaam en met name de kleine, duidelijk afgesnoerde, platte maar brede kop. Zowel mannetjes als vrouwtjes zijn gevleugeld. Op het borststuk en de kop is een gele, onregelmatige lijnentekening aanwezig. De relatief dikke poten eindigen in stevige klauwtjes om zich aan de vacht van een gastheer vast te klampen.

## Levenswijze
De luisvlieg leeft parasitair op zoogdieren, voornamelijk op runderen. Daarnaast worden ook paarden, herten, honden en af en toe mensen gebeten (niet gestoken). Er zijn gevallen van anafylaxie bekend, een levensgevaarlijke allergische reactie, maar dit is een zeldzaamheid. De vlieg komt algemeen voor, vooral in weilanden en aan bosranden waar vee wordt gehouden.

## Voortplanting
De voortplanting is opmerkelijk; larven komen wel voor maar ontwikkelen zich volledig in het vrouwtje. Als ze ter wereld komen verpoppen ze direct. Het voordeel is dat de larve geen voedsel hoeft te zoeken, maar een vrouwtje kan aan de andere kant slechts een klein aantal larven ter wereld brengen. Dit zijn er ongeveer 5.